# Megaphyllum hercules
Megaphyllum hercules är en mångfotingart som först beskrevs av Karl Wilhelm Verhoeff 1901.  Megaphyllum hercules ingår i släktet Megaphyllum och familjen kejsardubbelfotingar. Inga underarter finns listade i Catalogue of Life.